# Миллиард
Миллиа́рд (стандартное сокращение — млрд) — натуральное число, изображаемое в десятичной системе счисления единицей с 9 нулями (1 000 000 000 = 109, тысяча миллионов) в системе наименования чисел с длинной шкалой.
В системе наименования чисел с короткой шкалой названия «миллиард» нет, а число с 9 нулями называется «биллион». Однако в некоторых странах, использующих систему наименования чисел с короткой шкалой, в том числе и в России, вместо «биллион» применяется название «миллиард» — и это единственное название, заимствованное из системы с длинной шкалой:
|      | Короткая шкала | Длинная шкала | Россия   |
| ---- | -------------- | ------------- | -------- |
| 106  | миллион        | миллион       | миллион  |
| 109  | биллион        | миллиард      | миллиард |
| 1012 | триллион       | биллион       | триллион |

Визуализация миллиарда

Слово «миллиард», имевшее вначале значение 1012, получило значение 109 (тысячи миллионов) в «Арифметике» Траншана (1558) и употреблялось во Франции в XIX веке наравне со словом «биллион».

## Приставки СИ
- Для миллиарда (109) — гига-.
- Для одной миллиардной (10−9) — нано-.
- ISO: giga — (G).

## Другие названия
- Древнерусское название миллиарда — тьма тем. «Тьма тем» записывалась следующими способами:

 или 
- В разговорной русской речи миллиард единиц денег после революции 1917 года и в период гиперинфляции начала 1920-х годов заменяется сленговым выражением «лимард». Также в разговорной русской речи в 1990-х миллиард рублей называли «арбуз», по аналогии с миллионом — «лимоном»[1]. Бытует также сокращение «ярд»[2][3]. Можно встретить и сокращение «лярд», в определённой степени сходное с сокращением «лям» для миллиона.